# Salón de la Fama de la Música Dance
El Sálon de la Fama de la Música Dance es una organización fundada en 2003 con el objetivo de honrar la memoria de aquellas personas que hayan contribuido a desarrollar el género musical dance. Se han realizado dos ceremonias de inclusión, en 2004 y 2005.

## Historia
El Salón de la Fama de la Música Dance fue creado en 2003 cuando el veterano de la industria musical John Parker (Robbins Entertainment) pensó que había que hacer algo para honrar a los creadores e innovadores de la música dance. Contó con la ayuda de Eddie O'Loughlin (Next Plateau Records), Daniel Glass (Glassworks), Tom Silverman (Tommy Boy Records) y el historiador Brian Chin para formar la organización. El Salón de la Fama de la Música Dance reconoce las contribuciones de aquellos que han tenido un impacto significativo en la evolución y el desarrollo del género dance.
Artistas, productores, discos, remixes y Disc-Jockeys que hayan destacado en el desarrollo de la industria musical relacionada con el género dance, se convierten el elegibles para la inclusión tras haber pasado al menos 25 años desde su primera contribución o lanzamiento. El jurado que valora las nominaciones de inclusión en el Salón de la Fama está compuesto por profesionales de la música, historiadores y periodistas. Una vez se hacen públicas las nominaciones, son enviadas a un comité internacional compuesto por más de mil expertos en música dance. La ceremonia de inclusión de los nuevos galardonados debería tener lugar durante el trascurso de una cena en Nueva York.
Debido a diferencias de criterio sobre la financiación de la organización entre los miembros de la Junta directiva del Salón de la Fama de la Música Dance, la actividad de la misma cesó tras la celebración, en 2005, de la última ceremonia de inclusión.

## Inclusiones en el Salón de la Fama de la Música Dance

### Artistas
- Chic (2005)
- Sylvester (2005)
- Gloria Gaynor (2005)[2]
- Bee Gees (2004)[3]
- Donna Summer (2004)[4]
- Barry White (2004)[4]

### Discos
- "Disco Inferno" - The Trammps (2005)
- "Good Times" - Chic (2005)
- "Got to Be Real" - Cheryl Lynn (2005)
- "Stayin' Alive" - Bee Gees (2005)
- "I Will Survive" - Gloria Gaynor (2005)
- "I Feel Love" - Donna Summer (2004)
- "Don't Leave Me This Way" - Thelma Houston (2004)[3]
- "Love Is the Message" - MFSB (2004)
- "You Make Me Feel (Mighty Real)" - Sylvester (2004)
- "Shame" - Evelyn "Champagne" King (2004)

### Productores
- Bernard Edwards (2005)
- Kenny Gamble y Leon Huff (2005)[5][6]
- Nile Rodgers (2005)[7]
- Quincy Jones (2005)
- Pete Bellotte (2004)[3]
- Giorgio Moroder (2004)

### Disc Jockeys
- John "Jellybean" Benitez (2005)
- Francois Kevorkian (2005)
- Frankie Knuckles (2005)[8]
- Larry Levan (2004)[3]
- David Mancuso (2004)
- Tee Scott (2004)

### Remixers
- Francois Kevorkian (2005)
- Tom Moulton (2004)

### Honoríficos
- Mel Cheren (2005)
- Henry Stone (2004)